# Лаура Тротт (Політик)
Лаура Тротт (англ. Laura Trott; нар. 7 грудня 1984 року) — британська політична діячка, яка з листопада 2023 року обіймає посаду головного секретаря з фінансів. Член Консервативної партії, обрана депутаткою в парламенті за округ Севеноукс на загальних виборах 2019 року, вона раніше виконувала обов'язки Парламентського державного секретаря в Міністерстві праці та соціального захисту населення з жовтня 2022 по листопад 2023 року. Перед вступом до парламенту Тротт працювала партнеркою в компанії Portland Communications і спеціальною радницею.

## Раннє життя та кар'єра
Тротт народилася 7 грудня 1984 року в Окстеді, Суррей, Англія. Вона навчалася в школі Окстеда, а потім вступила на історичний та економічний факультет Пембрук-коледжу, Оксфорд. Згодом, в юнацькому віці, Тротт приєдналася до Консервативної партії. Вона відзначає прем'єр-міністра Джона Мейджора, як одного з перших хто вплинув на її вступ у політику. Після університету вона стала консультантом з питань стратегій розвитку в компанії Booz & Company. Тротт є послом благодійної організації Sutton Trust, яка займається освітніми питаннями.

## Політична кар'єра
З 2010 по 2014 рік Тротт була радником від Консервативної партії Фрогнала та Фітцджонса в раді округу  Камден Лондон.
У січні 2009 року вона стала політичним радником консерваторів, перш ніж у травні 2010 року стати спеціальним радником тодішнього міністра кабінету міністрів Френсіса Мода з питань політичної політики та ЗМІ, а потім була підвищена до керівника апарату. Згодом її призначили політичним радником у політичному відділі номер 10, який відповідав за освітню та сімейну політику при тодішньому прем'єр-міністрі Девіді Кемероні. Тротт того часу була відповідальна за формування політики партії щодо питань догляду за дітьми. Після загальних виборів 2015 року їй довірили посаду директора зі стратегічних комунікацій. У 2016 році вона була нагороджена орденом Британської імперії (MBE) за свій внесок у політику та державну службу, замінюючи Кемерона. Після того, як Тереза Мей стала прем'єр-міністром, Тротт покинула державну службу і стала партнеркою в фірмі з політичних консультацій та зв'язків з громадськістю Portland Communications у вересні 2017 року.
Тротт була обрана кандидаткою консерваторів у Севен-оуксі в Кенті, 10 листопада 2019 року. Це традиційно безпечний округ для консерваторів, який вибирав представника цієї партії з 1924 року. А раніше його представляв колишній міністр оборони Майкл Феллон. Вона була обрана депутаткою Севеноукса на загальних виборах 2019 року з перевагою у 20 818 голосів (40,9 %). Тротт стала першою жінкою, яка представляє цей виборчий округ. Вона була політичною стипендіаткою в Центрі науки та політики Університету Кембриджа протягом 2020—2021 років.
Під час голосування за законопроєкт приватного члена вона була найвищепоставленним депутатом від консерваторів, що гарантувало обговорення її законопроєкту в парламенті. Вона представила свій законопроєкт 5 лютого 2020 року, який спрямовувався на обмеження доступу до косметичних процедур з використанням ботоксу та інших наповнювачів для осіб молодших за 18 років. Закон набув чинності у жовтні 2021 року.
Тротт була членом Комітету з питань охорони здоров'я та соціального обслуговування з березня 2020 року по листопад 2022 року. Вона також є членом керівного комітету Групи з дослідження Китаю. Тротт спільно з консерваторським депутатом Бімом Афоламі написала політичний документ, який підтримує створення «зон акселерації», у лютому 2021 року для центру Social Market Foundation. У таких зонах передбачалося спрощення візового режиму, податкові стимули та програми політичного стажування.
6 липня 2022 року, внаслідок відставок канцлера Ріші Сунака та міністра охорони здоров'я Саджіда Джавіда з другого уряду Джонсона після скандалу з Крісом Пінчером, Тротт подала у відставку з посади парламентського особистого секретаря у Міністерстві транспорту, заявивши, що «довіра в політиці завжди є і завжди повинна бути найважливішою, але, на жаль, протягом останніх місяців це було втрачено». Через два дні, після відставки Джонсона з посади лідера Консервативної партії, вона підтримала кандидатуру Сунака на цьому посту на виборах лідера партії Консерваторів в липні-вересні 2022 року.

### Кар'єра міністра
Тротт була призначена Парламентським державним секретарем у Міністерстві праці та соціального захисту населення 27 жовтня 2022 року. Під час її роботи на цій посаді відділ оприлюднив перші офіційні дані щодо гендерного розриву у пенсіях. Вона також підтримала Закон про пенсії (Розширення залучень) 2023, який дозволив уряду зменшити мінімальний вік для включення до програми з 22 років до 18 років.
13 листопада 2023 року Тротт була призначена головним секретарем з фінансів під час другої перестановки в кабінеті міністрів уряду Ріші Сунака.

## Особисте життя
Тротт одружена з Бахадором «Bids» Махвелаті, партнером фірми професійних послуг PwC. Мають одну дочку та синів-близнюків.